# Baby It’s You
Baby It’s You (englisch Baby, Du bist es) ist ein Lied von der weiblichen Soul-Gesangsgruppe The Shirelles, das 1961 als Single-A-Seite veröffentlicht wurde. Komponiert wurde es von Mack David/Burt Bacharach/Barney Williams.
In 1963 wurde Baby It’s You von der britischen Band The Beatles auf ihrem Studioalbum Please Please Me veröffentlicht.
In 1969 wurde die Single Baby It’s You von der Band Smith veröffentlicht.

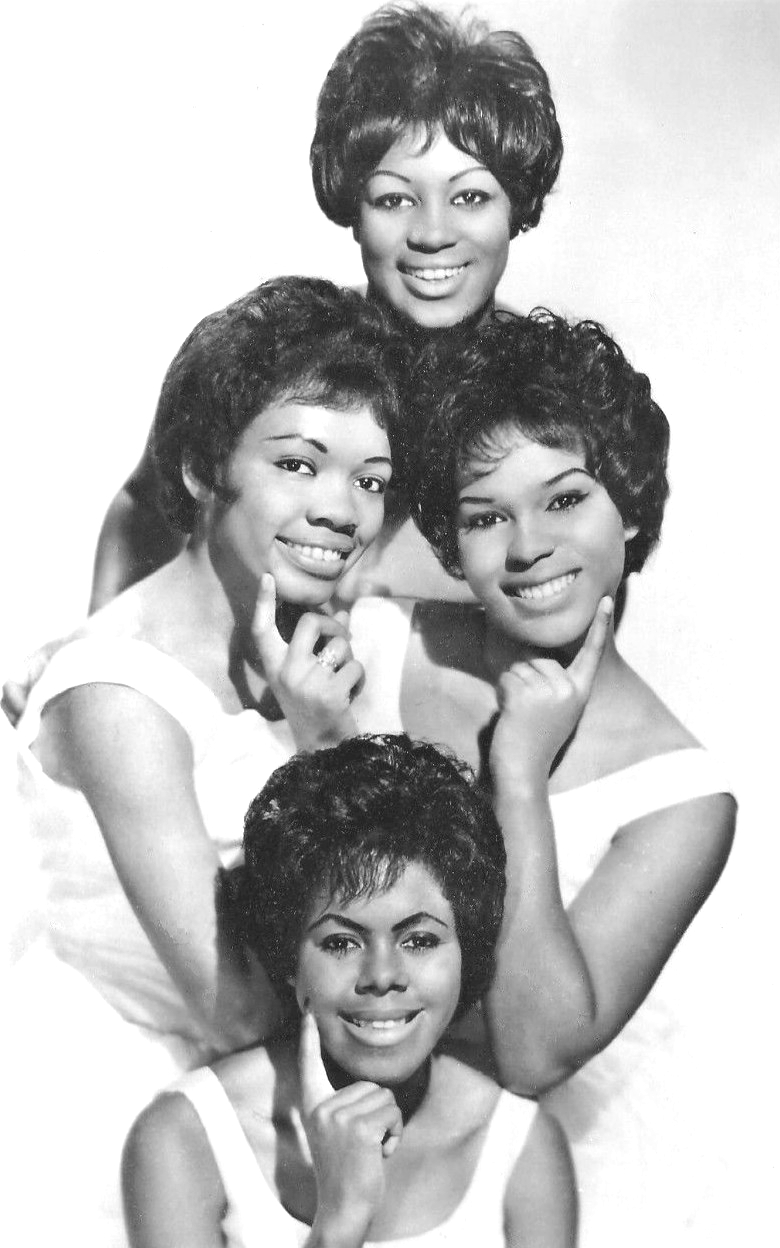
The Shirelles, 1962

## Hintergrund
The Shirelles veröffentlichten am 4. Dezember 1961 die Single-A-Seite Baby It’s You auf Scepter Records, die Platz 8 der US-amerikanischen Charts erreichte. Die B-Seite ist The Things I Want to Hear (Pretty Words).
Baby It’s You gehörte 1961 nach der Veröffentlichung der Single von The Shirelles bis 1963 zum Liverepertoire der Beatles.
Während der Studioaufnahmen zum Album Please Please Me nahmen die Beatles sechs Fremdkompositionen für das Album auf, da sie nicht genügend Eigenkompositionen hatten, eines davon war Baby It’s You. Die Beatles nahmen für ihr Debütalbum mit Boys noch ein weiteres Lied der The Shirelles auf. Am 20. März 1995 wurde die Beatles-EP Baby It’s You, die die BBC-Radio-Aufnahmen enthält, veröffentlicht. Die EP erreichte Platz 7 in Großbritannien. In den USA erreichte die EP Platz 67 und in Deutschland Platz 94 in den Single-Charts.
Die US-amerikanische Rockband Smith mit den Mitgliedern Gayle McCormick (Leadgesang), Rich Cliburn (Gitarre, Gesang), Jerry Carter (E-Bass, Gesang), Larry Moss (Keyboard) und Robert Evans (Schlagzeug) veröffentlichten im August 1969 die Single Baby It’s You. Die B-Seite ist I Don't Believe (I Believe). Die Single erreichte Platz 5 der US-amerikanischen Charts. Produzent der Aufnahme war Del Shannon, der auch das Lied für die Gruppe aussuchte, keiner der Mitglieder kannte das Lied vorher.

## Aufnahme der Beatles
Zehn der vierzehn Lieder des ersten Beatlesalbums Please Please Me nahm die Band am 11. Februar 1963 in den Londoner Abbey Road Studios auf – darunter Baby It’s You. Produzent war George Martin, assistiert vom Toningenieur Norman Smith. Die Band nahm insgesamt drei Takes zwischen 21:30 und 22 Uhr auf. Am 20. Februar spielte George Martin in Abwesenheit der Beatles noch für Baby It’s You Celesta ein. Den 25. Februar 1963 verbrachte Martin damit, ohne die Beatles, die Aufnahmen in Mono und Stereo abzumischen.
Besetzung
- John Lennon: Rhythmusgitarre, Gesang
- Paul McCartney: Bass, Hintergrundgesang
- George Harrison: Leadgitarre, Hintergrundgesang
- Ringo Starr: Schlagzeug
- George Martin: Celesta

## Veröffentlichungen
- Am 4. Dezember 1961 wurde die Single Baby It’s You / The Things I Want to Hear (Pretty Words)  von The Shirelles veröffentlicht.[1]
- 1962 wurde Baby It’s You erstmals auf einem Album von The Shirelles mit dem Titel Baby It’s You veröffentlicht.[2]
- Im August 1969 wurde die Single Baby It’s You / I Don't Believe (I Believe) von Smith veröffentlicht.[3]
- 1969 erschien das Album A Group Called Smith von Smith, auf dem sich ebenfalls Baby It’s You befindet.[4]
- Am 22. März 1963 erschien Baby It’s You in Großbritannien auf dem ersten Beatles-Album Please Please Me.
- In den USA wurde Baby It’s You erstmals auf dem dortigen Debütalbum Introducing… The Beatles am 10. Januar 1964 veröffentlicht.
- Für BBC Radio nahmen die Beatles unter Live-Bedingungen zwei weitere Fassungen von Baby It’s You auf, von denen die Aufnahme vom 1. Juni 1963, im BBC Paris Theatre, London, auf dem Album Live at the BBC am 28. November 1994 erschien.[5]
- Am 20. März 1995 wurde die Beatles-EP Baby It’s You veröffentlicht.

## Weitere Coverversionen
- Cilla Black – Cilla [6]
- Cliff Richard – Don’t Stop Me Now! [7]
- Carpenters – Close to You [8]